# マンハッタン橋
マンハッタン橋 (Manhattan Bridge) は、アメリカ合衆国ニューヨーク州ニューヨーク市のイースト川をまたぎ、マンハッタンとブルックリンを結ぶ鋼製の吊橋である。

## 概要
マンハッタン橋は、ロウアー・マンハッタンのキャナル・ストリートとダウンタウン・ブルックリン (en) のフラットブッシュ・アベニュー・エクステンション (en) を結ぶ。下流にはブルックリン橋、上流にはウィリアムズバーグ橋がある。2008年の日平均通行量は70,341台。
主径間長は448 m、全長は2,089 m、吊りケーブル長は983 mである。
この橋は1909年12月31日に開通した。レオン・モイセイフによる設計で、当時としては革新的なデザインとして知られる。en:Josef Melanのたわみ理論をデッキ強度の向上に用いた最初の吊橋で、近代的な吊橋の先駆けとして20世紀前半の多くの長大吊橋のモデルとなった。また、ワーレン・トラス設計を用いた最初の吊橋でもある。20世紀の終盤、不合理な設計と、当局の不十分な維持管理のため、一部が閉鎖されていた時期がある。

### 構成

上下層の構成

上層に、4車線の自動車道路、下層に3車線の自動車道路と4本の鉄道線路、歩行者通路、自転車通路がある。

### 地下鉄路線
2014年における地下鉄運行形態は以下の通りであった。
| 路線 | 運行時間帯／ 走行線路 | 運行時間帯／ 走行線路 | 運行時間帯／ 走行線路 |
| 路線 | 平日                  | 週末                  | 深夜                  |
| ---- | --------------------- | --------------------- | --------------------- |
|      | 北                    | 運休                  | 運休                  |
|      | 北                    |                       |                       |
|      | 南                    | 南                    | 運休                  |
|      | 南                    |                       |                       |

## 登場作品
- グランド・セフト・オートIV

## ギャラリー

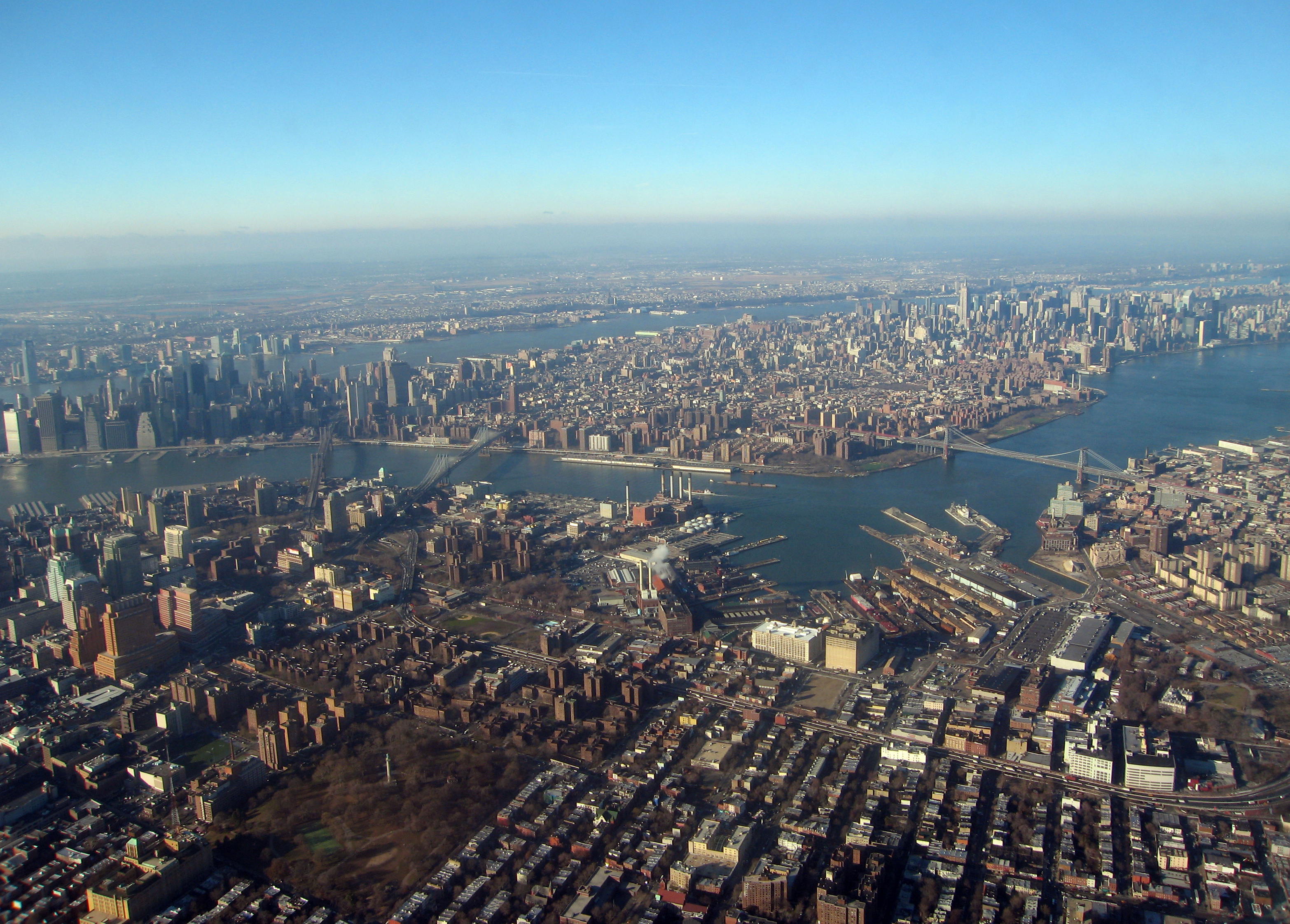
橋の周辺
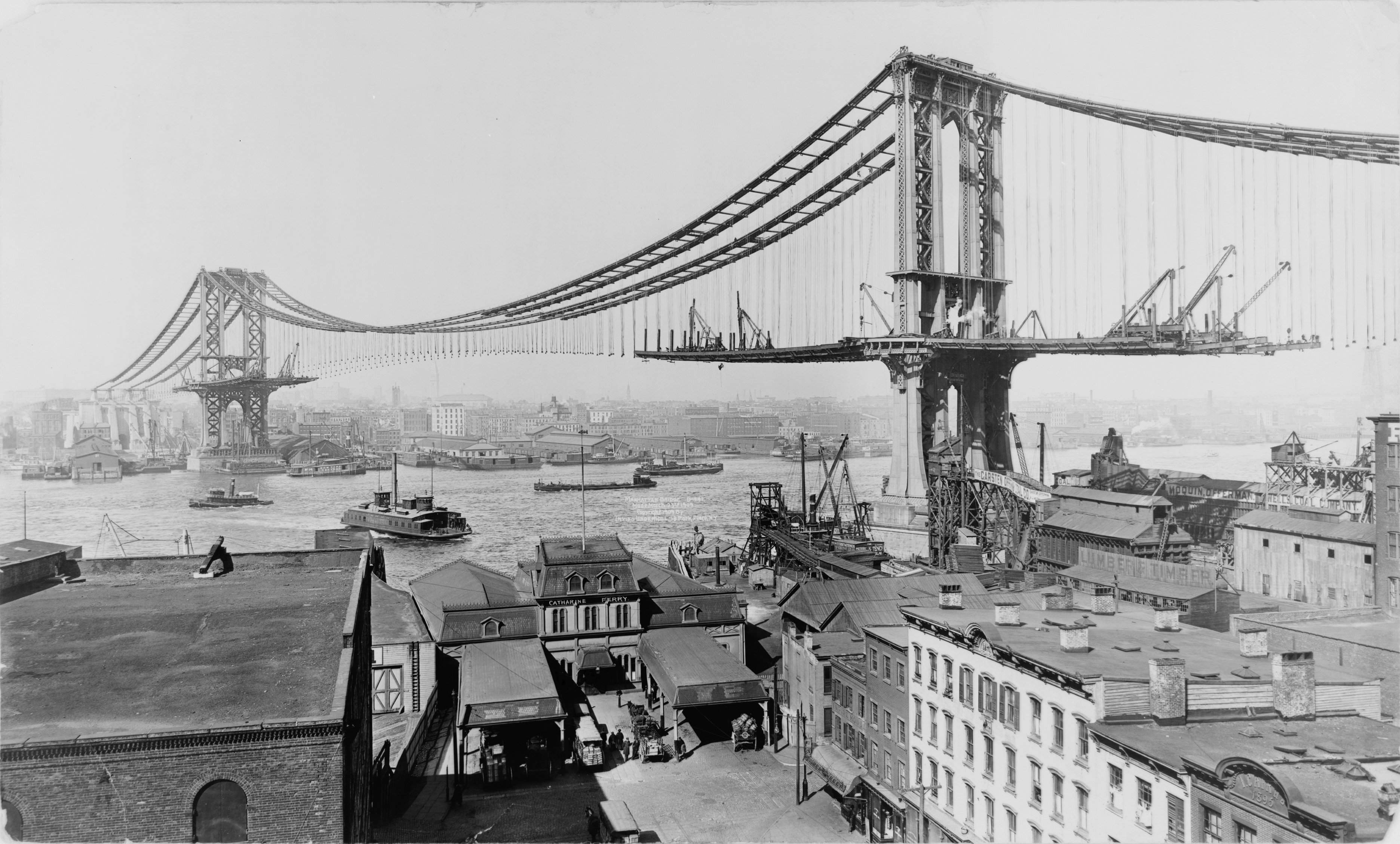
建設中の様子(1903年)
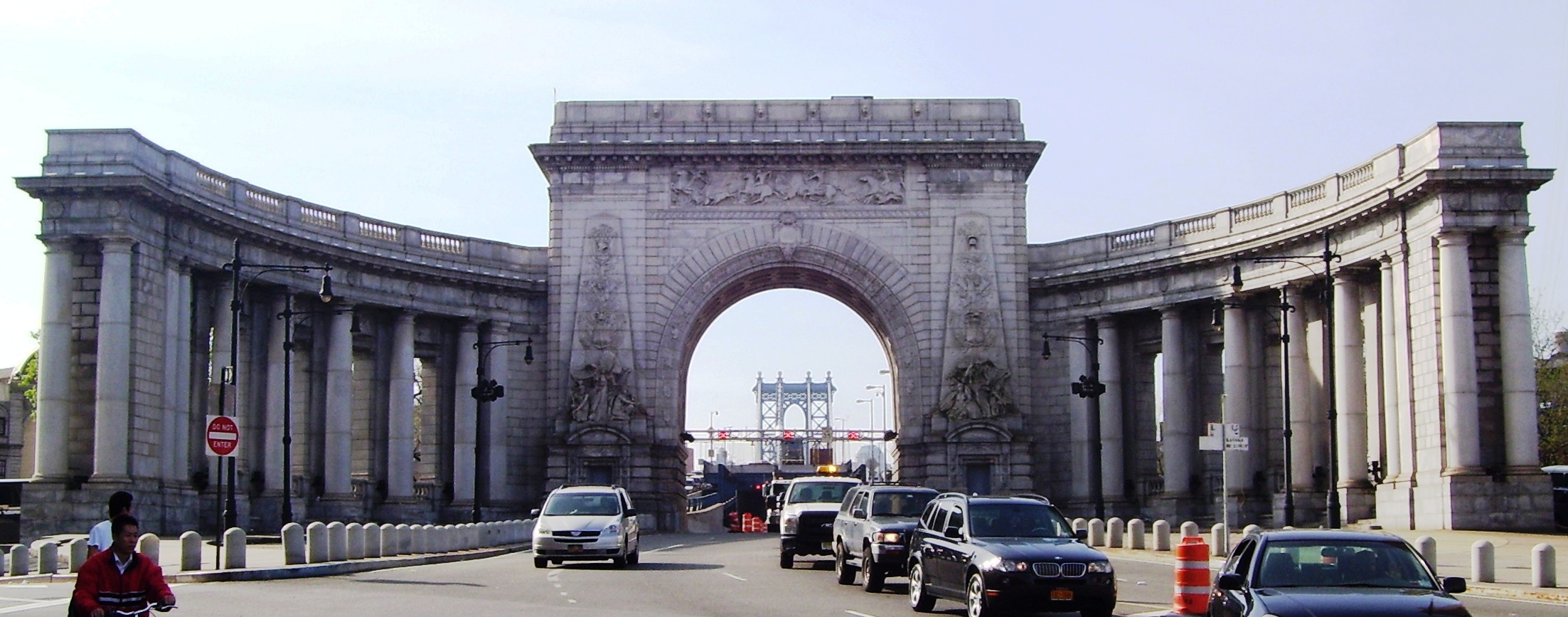
マンハッタン側の入り口の凱旋門およびコロネード